# Matteo Metullio
Matteo Metullio (* 3. März 1989 in Triest, Friaul-Julisch Venetien) ist ein italienischer Koch.

## Werdegang
Matteo Metullio entschied sich bereits mit 12 Jahren Koch zu werden und schrieb sich infolgedessen an der Schule für Gastronomie IPSSAR in Falcade ein. Nach seiner Ausbildung begann er im Restaurant Alle Codole in Agordo zu arbeiten. Anschließend wechselte er in das Hotel Rosa Alpina in St. Kassian, wo er vier Jahre lang arbeitete. 2012 begann er als Sous Chef im Restaurant La Siriola des Hotel Ciasa Salares, wo er bereits im Frühjahr 2013 die Stelle als Küchenchef im mit einem Michelin-Stern ausgezeichneten Restaurant übernahm. Im Herbst 2013 wurde das Restaurant wieder mit einem Michelin-Stern und 17 Punkten im Gault Millau ausgezeichnet und Matteo Metullio somit jüngster Küchenchef Italiens mit einem Michelin-Stern. 2017 wurde er mit dem zweiten Michelin-Stern ausgezeichnet.

## Auszeichnungen
- 2 Sterne im Guide Michelin 2018
- 3 Hauben und 17 Punkte im Gault Millau
- 91 Punkte im Gambero Rosso